# Gnathothlibus collardi
Gnathothlibus collardi es una especie de mariposa nocturna de la familia Sphingidae. Se trata de un híbrido entre una hembra de Philodila astyanor y un macho de Gnathothlibus eras. Solo se ha citado en Tahití.

## Descripción
La envergadura de sus alas posteriores es de unos 35 mm. Es similar a Gnathothlibus eras pero las alas anteriores son más parecidas a las de Gnathothlibus saccoi y las alas anteriores son idénticas a las de Gnathothlibus dabrera. El margen exterior de las alas anteriores es ligeramente anguloso. La parte inferior del tórax es más oscura y más anaranjada-rosácea, lo cual contrasta menos con la parte inferior del abdomen que en Gnathothlibus eras. El diseño superior de las alas anteriores es máscontrastado que en G. dabrera o G. eras, pero muy similar a G. saccoi. La parte inferior de las alas anteriores carece de la estrecha línea negra que cruza hacia el interior desde el vértice de G. eras y el área amarilla basal apenas se extiende hasta el final de la celda discal. Hay una banda marginal marrón y amplia sobre las alas posteriores, con un margen interior irregular producido como rayas estrechas a lo largo de las venas.

## Taxonomía
Gnathothlibus collardi fue descrita inicialmente como una especie, pero tras comparar datos morfológicos y marcadores nucleares nuclear, se determinó que se trata de un híbrido F1 entre dos especies emparentadas.